# Jens Albinus
Jens Albinus, né le 3 janvier 1965 à Bogense au Danemark, est un acteur danois.

## Biographie
Jens Albinus est le fils d'un pasteur luthérien et d'une mère diplômée d'études supérieures de lettres. Il est diplômé de l'école du théâtre d'Aarhus en 1989.
C'est avant tout un homme de théâtre qui a aussi percé au cinéma avec de grands réalisateurs comme Lars von Trier.

## Filmographie
- 1998 : Les Idiots de Lars von Trier
- 2000 : Dancer in the Dark de Lars von Trier
- 2000 : The Bench de Per Fly
- 2006 : Le Direktør de Lars von Trier
- 2007 : Erik Nietzsche, mes années de jeunesse de Jacob Thuesen
- 2013 : Nymphomaniac de Lars von Trier
- 2014 : Stille hjerte de Bille August :
- 2015 : Deutschland 83 d'Anna et Joerg Winger
- 2018 : Un homme chanceux de Bille August
- 2020 : Petite Sœur de  Stéphanie Chuat et Véronique Reymond